# Жалпакшилик
Жалпакшилик (каз. Жалпақшілік) — село в Каркаралинском районе Карагандинской области Казахстана. Входит в состав Кайнарбулакского сельского округа. Код КАТО — 354861200.

## Население
В 1999 году население села составляло 171 человек (92 мужчины и 79 женщин). По данным переписи 2009 года, в селе проживали 152 человека (79 мужчин и 73 женщины).